# Sercy
Sercy ist eine französische Gemeinde mit 103 Einwohnern (Stand: 1. Januar 2022) im Département Saône-et-Loire in der Region Bourgogne-Franche-Comté (vor 2016 Bourgogne). Die Gemeinde gehört zum Arrondissement Chalon-sur-Saône und zum Kanton Givry (bis 2015: Buxy).

## Lage
Sercy liegt etwa 23 Kilometer südsüdwestlich von Chalon-sur-Saône. Umgeben wird Sercy von den Nachbargemeinden Santilly im Norden, La Chapelle-de-Bragny im Nordosten, Bresse-sur-Grosne im Osten, Malay im Süden sowie Saint-Gengoux-le-National im Süden und Westen.

## Bevölkerung
| Jahr                      | 1962 | 1968 | 1975 | 1982 | 1990 | 1999 | 2006 | 2011 | 2016 |
| ------------------------- | ---- | ---- | ---- | ---- | ---- | ---- | ---- | ---- | ---- |
| Einwohnerzahl             | 110  | 108  | 82   | 79   | 69   | 110  | 98   | 99   | 94   |
| Quelle: Cassini und INSEE |      |      |      |      |      |      |      |      |      |

## Sehenswürdigkeiten
- Kirche Saint-Georges
- Schloss Sercy, Monument historique seit 1974

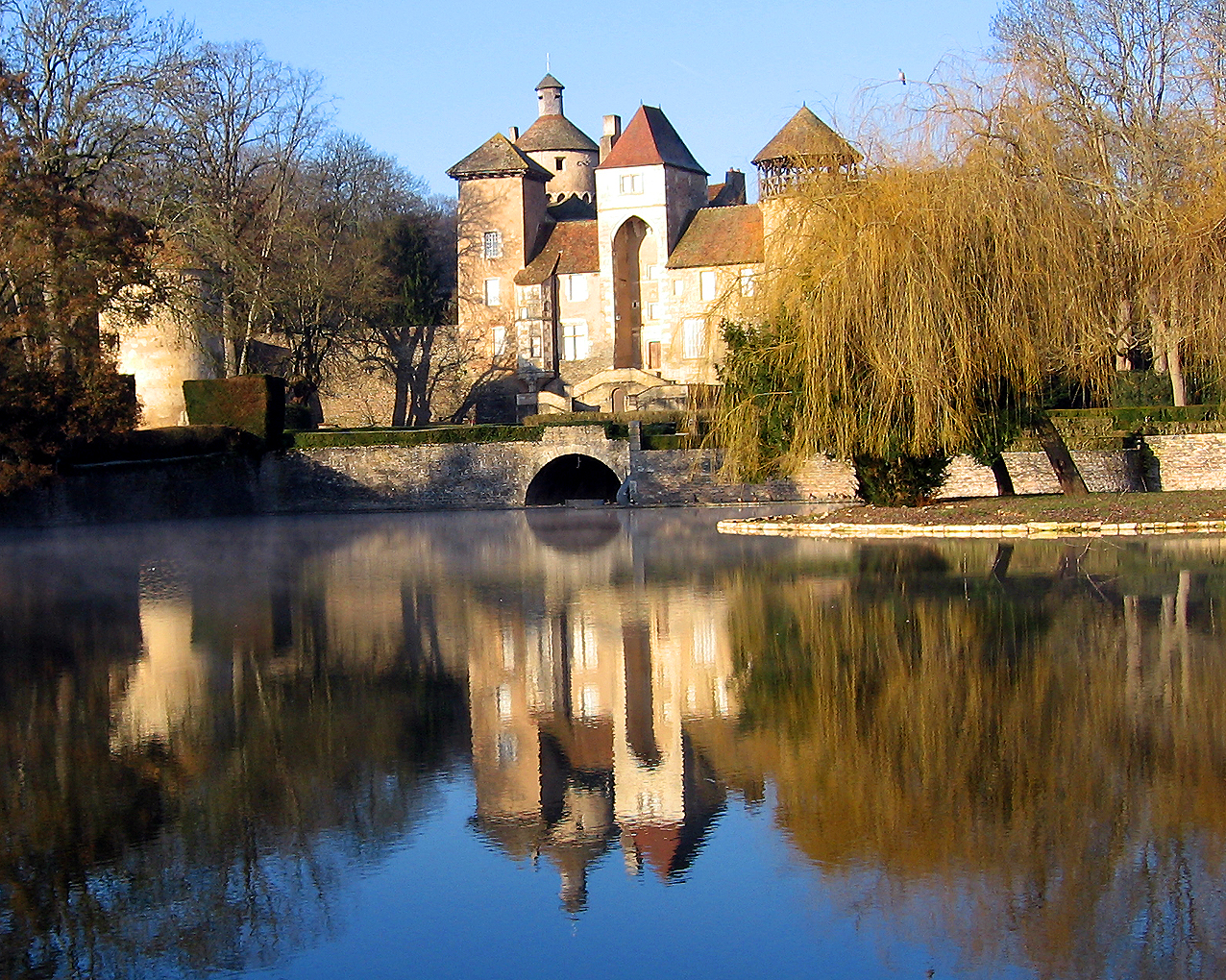
Schloss Sercy

- Mühle von Sercy